# 6452 Johneuller
6452 Johneuller è un asteroide della fascia principale. Scoperto nel 1991, presenta un'orbita caratterizzata da un semiasse maggiore pari a 2,4388744 au e da un'eccentricità di 0,0647633, inclinata di 1,67951° rispetto all'eclittica.
L'asteroide è dedicato all'insegnante statunitense John E. Euller.